# Liderzy Socjalistycznej Republiki Macedonii

## Przewodniczący Komunistycznej Partii Macedonii (od 1952 Związku Komunistów Macedonii)
| # | Imię i Nazwisko               | Portret | Kadencja         | Kadencja         |
| # | Imię i Nazwisko               | Portret | Od               | Do               |
| - | ----------------------------- | ------- | ---------------- | ---------------- |
| 1 | Metodije Šatorow (1897-1944)  |         | wrzesień 1940    | październik 1941 |
| 2 | Łazar Koliszewski (1914-2000) |         | październik 1941 | lipiec 1963      |
| 3 | Krste Crwenkowski (1921–2001) |         | lipiec 1963      | marzec 1969      |
| 4 | Angeł Czemerski (1923-2005)   |         | marzec 1969      | maj 1982         |
| 5 | Krste Markowski (ur. 1925)    |         | maj 1982         | 5 maja 1984      |
| 6 | Miłan Panczewski (1935-2019)  |         | 5 maja 1984      | czerwiec 1986    |
| 7 | Jakow Łazarowski (1936-2021)  |         | czerwiec 1986    | 1989             |
| 8 | Petar Goszew (ur. 1948)       |         | 1989             | 21 kwietnia 1991 |

## Głowa państwa
- tymczasowo

| #                                                                                                 | Imię i Nazwisko                     | Portret | Kadencja             | Kadencja             | Partia polityczna | Partia polityczna           |
| #                                                                                                 | Imię i Nazwisko                     | Portret | Od                   | Do                   | Partia polityczna | Partia polityczna           |
| ------------------------------------------------------------------------------------------------- | ----------------------------------- | ------- | -------------------- | -------------------- | ----------------- | --------------------------- |
| Przewodniczący Antyfaszystowskiego Ludowego Zgromadzenia Wyzwolenia Macedonii (ASNOM) (1944–1945) |                                     |         |                      |                      |                   |                             |
| 1                                                                                                 | Metodija Andonow-Czento (1902–1957) |         | 2 sierpnia 1944      | 15 kwietnia 1945     |                   | Bezpartyjny                 |
| Przewodniczący Prezydium Zgromadzenia Ludowego (1945–1953)                                        |                                     |         |                      |                      |                   |                             |
| 1                                                                                                 | Metodija Andonow-Czento (1902–1957) |         | 15 kwietnia 1945     | 15 marca 1946        |                   | Bezpartyjny                 |
| –                                                                                                 | Dimitar Nestorow (1890–1968)        |         | 15 marca 1946        | 17 kwietnia 1946     |                   | KPM                         |
| 2                                                                                                 | Błagoja Fotew (1900–1993)           |         | 17 kwietnia 1946     | 4 stycznia 1951      |                   | KPM                         |
| 3                                                                                                 | Widoe Smiłewski (1915–1979)         |         | 4 stycznia 1951      | 15 października 1951 |                   | KPM (do 1952) SKM (od 1952) |
| 4                                                                                                 | Strachił Gigow (1909–1999)          |         | 15 października 1951 | 2 lutego 1953        |                   | SKM                         |
| Przewodniczący Zgromadzenia Ludowego (1953–1974)                                                  |                                     |         |                      |                      |                   |                             |
| 5                                                                                                 | Dimce Stojanow (1910–1991)          |         | 3 lutego 1953        | 19 grudnia 1953      |                   | SKM                         |
| 6                                                                                                 | Łazar Koliszewski (1914–2000)       |         | 19 grudnia 1953      | 26 czerwca 1962      |                   | SKM                         |
| 7                                                                                                 | Lupczo Arsow (1910–1986)            |         | 26 czerwca 1962      | 24 czerwca 1963      |                   | SKM                         |
| 8                                                                                                 | Widoe Smiłewski (1915–1979)         |         | 25 czerwca 1963      | 12 maja 1967         |                   | SKM                         |
| 9                                                                                                 | Mito Chadżiwasiliew (1921–1968)     |         | 12 maja 1967         | 1 sierpnia 1968      |                   | SKM                         |
| –                                                                                                 | Zlatko Bilanowski (1920–2009)       |         | 1 sierpnia 1968      | 23 września 1968     |                   | SKM                         |
| 10                                                                                                | Nikoła Minczew (1915–1997)          |         | 23 września 1968     | 8 maja 1974          |                   | SKM                         |
| Przewodniczący Prezydium Socjalistycznej Republiki Macedonii (1974–1991)                          |                                     |         |                      |                      |                   |                             |
| 11                                                                                                | Widoe Smiłewski (1915–1979)         |         | 8 maja 1974          | 9 września 1979      |                   | SKM                         |
| 12                                                                                                | Lupczo Arsow (1910–1986)            |         | 9 września 1979      | 28 kwietnia 1982     |                   | SKM                         |
| 13                                                                                                | Angeł Cemerski (1923–2005)          |         | 28 kwietnia 1982     | 4 maja 1983          |                   | SKM                         |
| 14                                                                                                | Błagoja Tałeski (1924–2001)         |         | 4 maja 1983          | 3 maja 1984          |                   | SKM                         |
| 15                                                                                                | Tome Bukłeski (1921–2018)           |         | 3 maja 1984          | 26 kwietnia 1985     |                   | SKM                         |
| 16                                                                                                | Wanczo Apostołski (1925–2008)       |         | 26 kwietnia 1985     | 28 kwietnia 1986     |                   | SKM                         |
| –                                                                                                 | Mateja Matewski (1929–2018)         |         | 28 kwietnia 1986     | 30 kwietnia 1986     |                   | SKM                         |
| 17                                                                                                | Dragolub Stawrew (1932–2003)        |         | 30 kwietnia 1986     | 28 kwietnia 1988     |                   | SKM                         |
| 18                                                                                                | Jezdimir Bogdanski (1930–2007)      |         | 28 kwietnia 1988     | 4 maja 1990          |                   | SKM                         |
| 19                                                                                                | Władimir Mitkow (1931–2024)         |         | 4 maja 1990          | 27 stycznia 1991     |                   | SKM                         |
| 20                                                                                                | Kiro Gligorow (1917–2012)           |         | 27 stycznia 1991     | 15 kwietnia 1991     |                   | Bezpartyjny                 |
| Prezydent Socjalistycznej Republiki Macedonii (1991)                                              |                                     |         |                      |                      |                   |                             |
| (20)                                                                                              | Kiro Gligorow (1917–2012)           |         | 15 kwietnia 1991     | 7 czerwca 1991       |                   | Bezpartyjny                 |

## Szefowie rządu
| #                                         | Imię i Nazwisko                  | Portret | Kadencja         | Kadencja         | Partia polityczna | Partia polityczna            |
| #                                         | Imię i Nazwisko                  | Portret | Od               | Do               | Partia polityczna | Partia polityczna            |
| ----------------------------------------- | -------------------------------- | ------- | ---------------- | ---------------- | ----------------- | ---------------------------- |
| Premier 1945–1953                         |                                  |         |                  |                  |                   |                              |
| 1                                         | Łazar Koliszewski (1914–2001)    |         | 16 kwietnia 1945 | 3 lutego 1953    |                   | KPM (do 1952) SKM (od 1952)  |
| Przewodniczący Rady Wykonawczej 1953–1991 |                                  |         |                  |                  |                   |                              |
| (1)                                       | Łazar Koliszewski (1914–2001)    |         | 3 lutego 1953    | 19 grudnia 1953  |                   | Związek Komunistów Macedonii |
| 2                                         | Lupczo Arsow (1910–1986)         |         | 19 grudnia 1953  | 22 grudnia 1960  |                   | Związek Komunistów Macedonii |
| 3                                         | Ałeksandar Grliczkow (1923–1990) |         | 22 grudnia 1960  | 11 maja 1965     |                   | Związek Komunistów Macedonii |
| 4                                         | Nikoła Minczew (1915–1997)       |         | 11 maja 1965     | 23 września 1968 |                   | Związek Komunistów Macedonii |
| 5                                         | Ksente Bogoew (1913–2008)        |         | 23 września 1968 | 8 maja 1974      |                   | Związek Komunistów Macedonii |
| 6                                         | Błagoja Popow (1920–1992)        |         | 8 maja 1974      | 28 kwietnia 1982 |                   | Związek Komunistów Macedonii |
| 7                                         | Dragolub Stawrew (1932–2003)     |         | 28 kwietnia 1982 | 28 kwietnia 1986 |                   | Związek Komunistów Macedonii |
| 8                                         | Gligorije Gogowski (ur. 1943)    |         | 28 kwietnia 1986 | 20 marca 1991    |                   | Związek Komunistów Macedonii |